# Tábula (jogo)

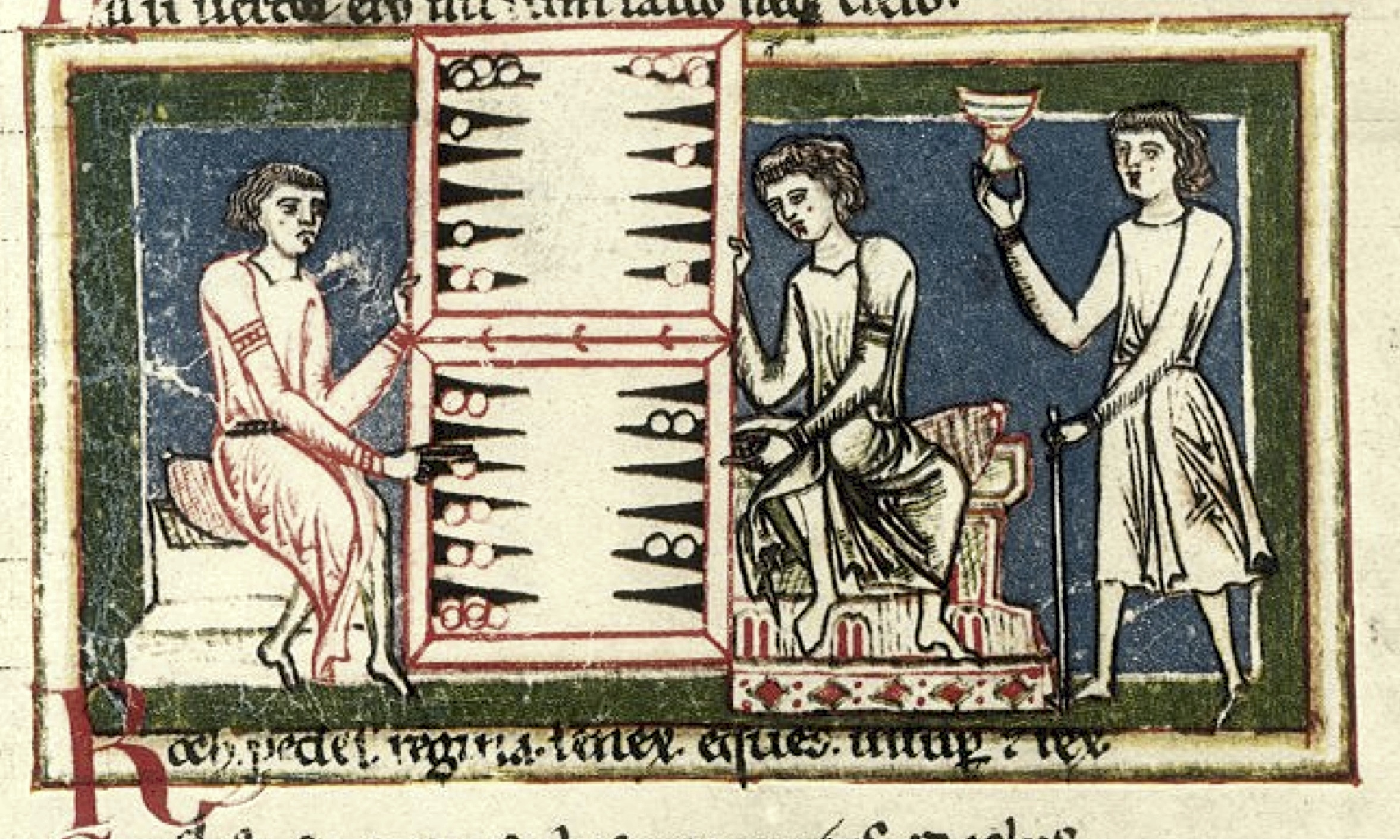
Ilustração medieval de jogadores de tábula do século 13 Carmina Burana.

Tábula (grego bizantino: τάβλι), que significa uma tábua ou tabuleiro, foi um jogo de tabuleiro greco-romano para dois jogadores que deu seu nome à família de mesas de jogos da qual o gamão é membro.

## História
De acordo com a Etymologiae de Isidoro de Sevilha, a tábula foi inventada pela primeira vez por um soldado grego da Guerra de Tróia chamado Alea. A descrição mais antiga de "τάβλι" (tavli) está em um epigrama do imperador bizantino Zenão (r. 474–475; 476–491), dada por Agátias de Mirina (século 6 d.C.), que descreve um jogo em que Zenão passa de uma posição forte para uma posição muito fraca após um infeliz lançamento de dados. As regras de Tabula foram reconstruídas no século 19 por Becq de Fouquières com base neste epigrama. O jogo foi jogado em um tabuleiro com um layout semelhante ao de um tabuleiro de gamão moderno: havia 24 pontos, 12 de cada lado. Dois jogadores tinham 15 peças cada, e as moviam na mesma direção – no sentido anti-horário – ao redor do tabuleiro, de acordo com o rolo de três dados. Uma peça descansando sozinha em um espaço no tabuleiro (um singleton) era vulnerável a ser capturada. Se uma peça foi movida para um ponto ocupado por um singleton inimigo, este último foi expulso do tabuleiro e teve que ser re-inserido no turno seguinte. As diferenças conhecidas em comparação com o gamão moderno eram: três dados foram usados, todas as peças começaram fora do tabuleiro, ambos os jogadores se moveram na mesma direção e não houve duplicação de dados. Não se sabe se os jogadores tiveram que reinserir peças de 'hit' antes de jogar as do tabuleiro, nem se os jogadores tiveram que reunir todas as peças no quarto quadrante antes de partir. Também não está claro se havia um "bar".

Um jogo de τάβλι (tábula) jogado pelo imperador bizantino Zenão em 480 d.C. e registrado por Agátias em c. 530 d.C. por causa de um lançamento de dados muito azarado para Zenão (vermelho), pois ele jogou 2, 5 e 6 e foi forçado a deixar oito peças sozinhas e, portanto, propenso a capturar. Ver "O Jogo de Zenão de τάβλι" de Roland G. Austin.

No epigrama, Zenão era branco (vermelho na ilustração) e tinha um ponto com sete peças, três pontos com duas peças e dois singletons, peças que ficam sozinhas em um ponto e, portanto, corriam o risco de serem colocadas fora do tabuleiro por uma peça adversária que chegava. Zeno jogou os três dados com os quais o jogo foi jogado e obteve 2, 5 e 6. Zenão não conseguia se mover para um espaço ocupado por duas peças opostas (pretas). As peças brancas e pretas estavam tão distribuídas nos pontos que a única maneira de usar todos os três resultados, conforme exigido pelas regras do jogo, era quebrar os três pontos com duas peças em singletons, expondo-os a capturar e arruinar o jogo para Zeno.
Tabula foi provavelmente um refinamento posterior do udus duodecim scriptorum, com a fileira do meio de pontos do tabuleiro removida, e apenas as duas fileiras externas restantes.
Hoje, a palavra Tavli (τάβλι) ainda é usada para se referir a vários jogos de mesa na Grécia, bem como na Síria e Turquia (como tavla), Bulgária (como tabla) e na Romênia (como tabela); Nesses países, os jogos de mesa continuam populares nas praças e cafés das cidades.